# Asienspiele 2014/Gewichtheben
Bei den Asienspielen 2014 in Incheon, Südkorea wurden vom 20. bis 26. September 2014 15 Wettbewerbe im Gewichtheben ausgetragen, 7 für Damen und 8 für Herren.

## Herren

### 56 kg
| Platz | Land | Athlet         |
| ----- | ---- | -------------- |
| 1     | PRK  | Om Yun-chol    |
| 2     | VIE  | Thạch Kim Tuấn |
| 3     | CHN  | Wu Jingbiao    |

Der Wettbewerb wurde am 20. September ausgetragen.

### 62 kg
| Platz | Land | Athlet          |
| ----- | ---- | --------------- |
| 1     | PRK  | Kim Un-guk      |
| 2     | CHN  | Chen Lijun      |
| 3     | INA  | Eko Yuli Irawan |

Der Wettbewerb wurde am 21. September ausgetragen.

### 69 kg
| Platz | Land | Athlet                             |
| ----- | ---- | ---------------------------------- |
| 1     | CHN  | Lin Qingfeng                       |
| 2     | PRK  | Kim Myong-hyok                     |
| 3     | IRQ  | Karrar Mohammed J. Mohammed Kadhum |

Der Wettbewerb wurde am 22. September ausgetragen.

### 77 kg
| Platz | Land | Athlet               |
| ----- | ---- | -------------------- |
| 1     | CHN  | Lyu Xiaojun          |
| 2     | PRK  | Kim Kwang-song       |
| 3     | THA  | Chatuphum Chinnawong |

Der Wettbewerb wurde am 23. September ausgetragen.

### 85 kg
| Platz | Land | Athlet           |
| ----- | ---- | ---------------- |
| 1     | CHN  | Tian Tao         |
| 2     | IRI  | Kianoush Rostami |
| 3     | UZB  | Ulugbek Alimov   |

Der Wettbewerb wurde am 24. September ausgetragen.

### 94 kg
| Platz | Land | Athlet        |
| ----- | ---- | ------------- |
| 1     | CHN  | Liu Hao       |
| 2     | KAZ  | Almas Uteshov |
| 3     | KOR  | Lee Changho   |

Der Wettbewerb wurde am 25. September ausgetragen.

### 105 kg
| Platz | Land | Athlet               |
| ----- | ---- | -------------------- |
| 1     | CHN  | Yang Zhe             |
| 2     | KOR  | Kim Min-jae          |
| 3     | UZB  | Sardorbek Dusmurotov |

Der Wettbewerb wurde am 26. September ausgetragen.

### + 105 kg
| Platz | Land | Athlet                 |
| ----- | ---- | ---------------------- |
| 1     | IRI  | Behdad Slimikordasiabi |
| 2     | CHN  | Al Yunan               |
| 3     | TPE  | Chen Shih Chien        |

Der Wettbewerb wurde am 26. September ausgetragen.

## Damen

### 48 kg
| Platz | Land | Athlet                |
| ----- | ---- | --------------------- |
| 1     | KAZ  | Margarita Yelisseyeva |
| 2     | INA  | Sri Wahyuni Agustiani |
| 3     | UZB  | Mahliyo Togoeva       |

Der Wettbewerb wurde am 20. September ausgetragen.

### 53 kg
| Platz | Land | Athlet                |
| ----- | ---- | --------------------- |
| 1     | TPE  | Hsu Shu-ching         |
| 2     | KAZ  | Sülfija Tschinschanlo |
| 3     | CHN  | Zhang Wanqiong        |

Der Wettbewerb wurde am 21. September ausgetragen.

### 58 kg
| Platz | Land | Athlet          |
| ----- | ---- | --------------- |
| 1     | PRK  | Ri Jong-hwa     |
| 2     | CHN  | Wang Shuai      |
| 3     | THA  | Rattikan Gulnoi |

Der Wettbewerb wurde am 22. September ausgetragen.

### 63 kg
| Platz | Land | Athlet       |
| ----- | ---- | ------------ |
| 1     | TPE  | Lin Tzu Chi  |
| 2     | CHN  | Deng Wei     |
| 3     | PRK  | Jo Pok-hyang |

Der Wettbewerb wurde am 23. September ausgetragen.

### 69 kg
| Platz | Land | Athlet         |
| ----- | ---- | -------------- |
| 1     | CHN  | Xiang Yanmei   |
| 2     | PRK  | Ryo Un-hui     |
| 3     | TPE  | Huang Shih-hsu |

Der Wettbewerb wurde am 24. September ausgetragen.

### 75 kg
| Platz | Land | Athlet       |
| ----- | ---- | ------------ |
| 1     | PRK  | Kim Un-ju    |
| 2     | CHN  | Kang Yue     |
| 3     | PRK  | Rim Jong-sim |

Der Wettbewerb wurde am 25. September ausgetragen.

### + 75 kg
| Platz | Land | Athlet                 |
| ----- | ---- | ---------------------- |
| 1     | CHN  | Zhou Lulu              |
| 2     | KAZ  | Marija Grabowezkaja    |
| 3     | THA  | Chitchanok Pulsabsakul |

Der Wettbewerb wurde am 26. September ausgetragen.

## Medaillenspiegel
| Platz  | Land                | Gold | Silber | Bronze | Gesamt |
| ------ | ------------------- | ---- | ------ | ------ | ------ |
| 1      | Volksrepublik China | 7    | 5      | 2      | 14     |
| 2      | Nordkorea           | 4    | 3      | 2      | 9      |
| 3      | Chinesisch Taipeh   | 2    | -      | 2      | 4      |
| 4      | Kasachstan          | 1    | 3      | -      | 4      |
| 5      | Iran                | 1    | 1      | -      | 2      |
| 6      | Indonesien          | -    | 1      | 1      | 2      |
| 6      | Südkorea            | -    | 1      | 1      | 2      |
| 8      | Vietnam             | –    | 1      | -      | 1      |
| 9      | Thailand            | –    | -      | 3      | 3      |
| 9      | Usbekistan          | –    | -      | 3      | 3      |
| 11     | Irak                | –    | -      | 1      | 1      |
| Gesamt | Gesamt              | 15   | 15     | 15     | 45     |

## Doping
Der Iraker Mohammed Al Aifuri (7. Platz +105 kg) wurde wegen Dopings disqualifiziert.